# Герои Советского Союза и Герои Российской Федерации (Афганская война 1979—1989)
Герои Советского Союза (Афганская война 1979—1989) — военнослужащие рядового, сержантского, офицерского и высшего офицерского состава — Советской армии, КГБ и МВД СССР в составе Ограниченного контингента Советских войск в республике Афганистан, удостоенные высшего звания «Герой Советского Союза» за героизм, проявленный при исполнении воинского долга в Афганской войне (1979—1989). Всего в списке указаны 86 человек удостоенных звания Герой Советского Союза.
Герой Советского Союза — высшая степень отличия СССР, почётное звание СССР присваивалось «За совершение исключительного подвига и выдающиеся заслуги перед государством и народом» на основании Указов Президиума Верховного Совета СССР с вручением высшей государственной награды СССР — ордена Ленина и знака особого отличия — медали «Золотая Звезда».

## Основания для присвоения звания

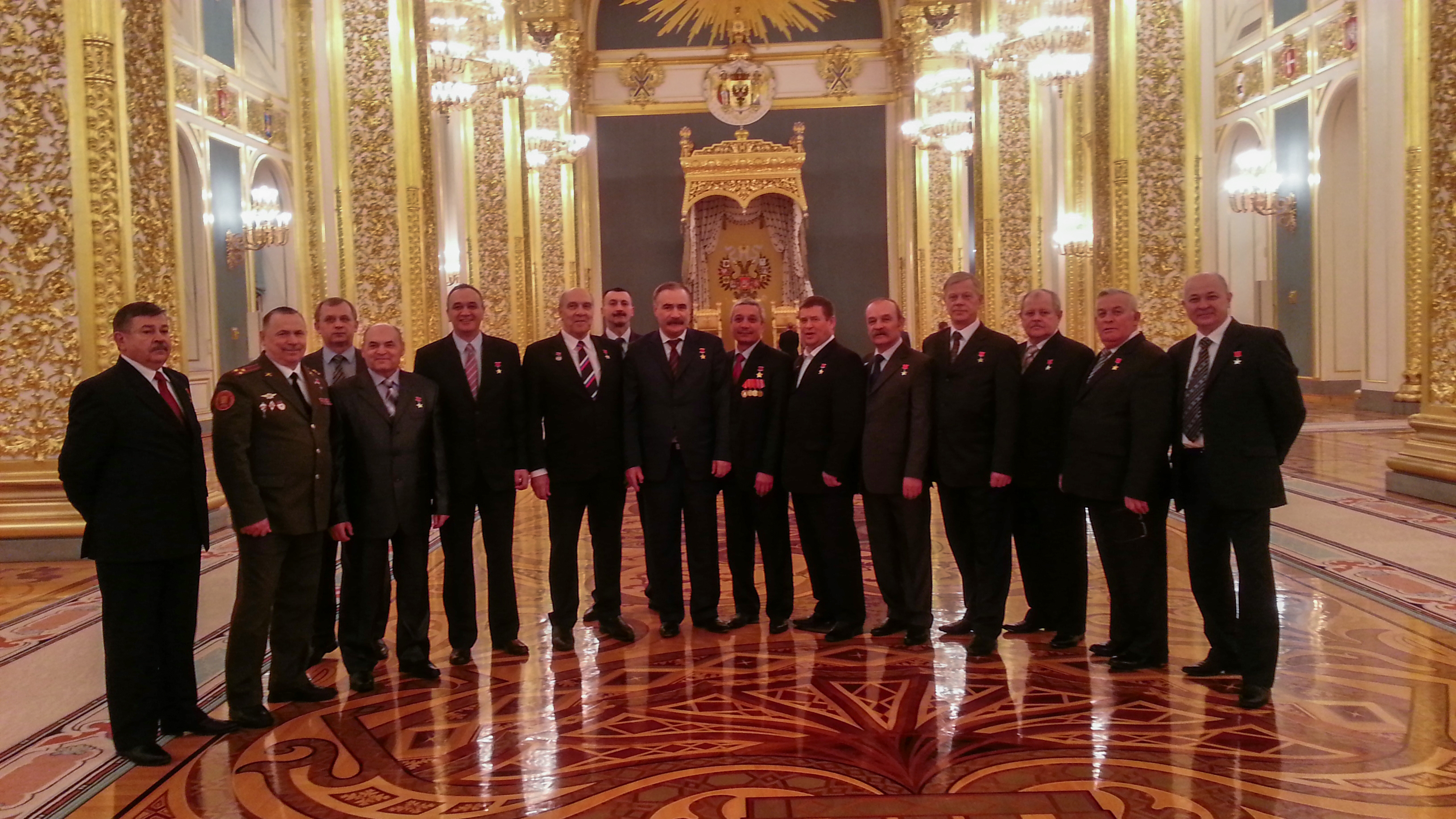
Герои Советского Союза, ветераны-афганцы в Андреевском зале Московского Кремля на торжественном приёме президента Российской Федерации по случаю празднования Дня Героев Отечества 09 декабря 2013 года

В годы Афганской войны (1979—1989) присвоения звания «Герой Советского Союза» осуществлялись на основании Указов Президиума Верховного Совета СССР с формулировками:
- «За мужество и героизм, проявленные при выполнении интернационального долга в Демократической республике Афганистан»
- «За мужество и героизм, проявленные при выполнении специального задания по оказанию интернациональной помощи народу ДРА»
- «За выдающиеся заслуги в управлении войсками по оказанию интернациональной помощи народу ДРА» (высшему командному составу Минобороны СССР).

За героизм, проявленный в годы Афганской войны (1979—1989), высшее звание «Герой Советского Союза» было присвоено 86 раз. Восемь (шесть из них посмертно) были удостоены звания «Герой Российской Федерации».

## Статистика и примечания
В таблице приведен список военнослужащих Вооружённых Сил СССР, а также сотрудников других силовых ведомств СССР, удостоенных звания Героя Советского Союза и Героя Российской Федерации за участие в Афганской войне 1979—1989 гг. Данные материалы представлены на основе открытых источников, поэтому могут быть неполными и содержать неточности.
Советский Союз принимал непосредственное участие в Афганской войне с 25 декабря 1979 по 15 февраля 1989 года.
За данный период через войну в Афганистане прошло свыше 600 000 советских граждан, более 15 000 из них погибли.

## Список Героев Советского Союза
В таблице в алфавитном порядке указаны персоналии, воинская часть или соединение, род войск или вид Вооружённых сил или ведомство, звание, дата и место действия, за которое было получено звание Героя, а также в некоторых случаях дополнительная информация.
Всего в списке указаны 86 человек удостоенных звания Герой Советского Союза.
- Серым цветом  в таблице выделены Герои, удостоенные звания посмертно.

| Фамилия Имя Отчество                | Род войск; Воинская часть; Соединение                          | Звание на момент представления | Место совершения подвига; Войсковая операция                                               | Дата события; Период службы в ДРА | Даты Указов о Награждении; Примечания |
| ----------------------------------- | -------------------------------------------------------------- | ------------------------------ | ------------------------------------------------------------------------------------------ | --------------------------------- | --- |
| Акрамов, Наби Махмаджанович         | СВ 149-й гв.мсп 201-я мсд                                      | старший лейтенант              | н.п. Шафихейль, провинция Баглан                                                           | 1980—1982                         | Указом Президиума ВС СССР от 5 июля 1982 года удостоен звания Герой Советского Союза |
| Александров, Вячеслав Александрович | ВДВ 345-й опдп                                                 | младший сержант                | провинция Пактия, операция «Магистраль», бой у высоты 3234                                 | 7 января 1988                     | Героически погиб, выполняя боевую задачу. Указом Президиума ВС СССР от 28 июня 1988 года удостоен звания Герой Советского Союза (посмертно)                                                    |
| Анфиногенов, Николай Яковлевич      | СВ 181-й мсп 108-й мсд                                         | рядовой                        | н.п. Хугьяни, провинция Лагман                                                             | 19 сентября 1983                  | Героически погиб, прикрывая отход разведгруппы. Указом Президиума ВС СССР от 15 ноября 1983 года удостоен звания Герой Советского Союза (посмертно)                                            |
| Арсенов, Валерий Викторович         | СпН ГРУ ГШ 173-й ооспн 22-й обрспн                             | рядовой                        | ущелье Васатичигнай, провинция Кандагар                                                    | 28 февраля 1986                   | Героически погиб, закрыв собой командира роты от огня противника. Указом Президиума ВС СССР от 10 декабря 1986 года удостоен звания Герой Советского Союза (посмертно)                         |
| Аушев, Руслан Султанович            | СВ 180-й мсп 108-й мсд                                         | капитан                        | н.п. Катайи-Ашу, провинция Вардак                                                          | 1980—1982 1985—1987               | Указом Президиума ВС СССР от 7 мая 1982 года удостоен звания Герой Советского Союза. В ходе второй командировки в республику Афганистан был тяжело ранен на перевале Саланг                    |
| Ахромеев Сергей Фёдорович           | Генштаб СССР                                                   | генерал армии                  | Кабул, Штаб 40-й армии                                                                     | май 1982                          | Указом Президиума ВС СССР от 7 мая 1982 года удостоен звания Герой Советского Союза |
| Барсуков, Иван Петрович             | ПВ ДШМГ 35-го ПОГО КВПО                                        | майор                          | провинция Тахар                                                                            | 1981—1983                         | Указом Президиума ВС СССР от 11 августа 1983 года удостоен звания Герой Советского Союза |
| Белюженко, Виталий Степанович       | ПГУ КГБ СССР отряды специального назначения «Зенит» и «Каскад» | полковник                      | Чарикар, провинция Парван                                                                  | 27 декабря 1979                   | Выполняя боевые задачи был дважды тяжело ранен и контужен. Указом Президиума ВС СССР от 24 ноября 1980 года удостоен звания Герой Советского Союза                                             |
| Богданов, Александр Петрович        | ПВ. Военный советник пограничных войск ДРА                     | майор                          | провинция Пактика                                                                          | 18 мая 1984                       | Героически погиб в рукопашном бою с противником. Указом Президиума ВС СССР от 18 мая 1984 года удостоен звания Герой Советского Союза (посмертно)                                              |
| Бояринов, Григорий Иванович         | ПГУ КГБ СССР отряд специального назначения «Зенит»             | полковник                      | Кабул, Дворец Тадж-Бек, операция «Шторм-333»                                               | 27 декабря 1979                   | Героически погиб, выполняя боевую задачу. Указом Президиума ВС СССР от 28 апреля 1980 года удостоен звания Герой Советского Союза (посмертно)                                                  |
| Бурков, Валерий Анатольевич         | ВВС 50-й осап ВВС 40А                                          | капитан                        | Панджшерское ущелье, провинция Парван, Панджшерская операция (1984)                        | 1984                              | Выполняя боевую задачу был тяжело ранен. Указом Президента СССР от 17 октября 1991 года удостоен звания Герой Советского Союза                                                                 |
| Варенников, Валентин Иванович       | Генштаб СССР оперативная группа в ДРА                          | генерал армии                  | провинция Пактия, операция «Магистраль»                                                    | 1984—1989                         | Указом Президиума ВС СССР от 3 марта 1988 года, за успешное управление войсками в ходе операции «Магистраль» удостоен звания Герой Советского Союза                                            |
| Востротин, Валерий Александрович    | ВДВ 345-й опдп                                                 | подполковник                   | провинция Пактия, операция «Магистраль»                                                    | 1979—1982 1986—1989               | Указом Президиума ВС СССР от 6 января 1988 года удостоен звания Герой Советского Союза. В ходе двух командировок в республику Афганистан был дважды тяжело ранен                               |
| Высоцкий, Евгений Васильевич        | СВ 180-й мсп 108-й мсд                                         | подполковник                   | Чарикар и ущелье Ниджраб, провинция Парван                                                 | 1980—1982                         | Указом Президиума ВС СССР от 20 сентября 1982 года удостоен звания Герой Советского Союза |
| Гайнутдинов, Вячеслав Карибулович   | ВВС 181-й овп ВВС 40А                                          | майор                          | провинция Кундуз                                                                           | 1979—1980                         | Указом Президиума ВС СССР от 28 апреля 1980 года удостоен звания Герой Советского Союза. После награждения продолжал службу в ДРА и погиб, выполняя боевую задачу.                             |
| Голованов, Александр Сергеевич      | ВВС 50-й осап ВВС 40А                                          | полковник                      | перевал Саланг и н.п. Джабаль Ус-Сарадж, провинция Парван                                  | 2 февраля 1989                    | Героически погиб, выполняя боевую задачу. Указом Президиума ВС СССР от 16 июня 1989 года удостоен звания Герой Советского Союза (посмертно)                                                    |
| Гончаренко, Владислав Фёдорович     | ВВС 378-й ошап ВВС 40А                                         | старший лейтенант              | провинция Пактия                                                                           | 1985—1986                         | Указом Президиума ВС СССР от 28 сентября 1987 года удостоен звания Герой Советского Союза |
| Горошко, Ярослав Павлович           | СпН ГРУ ГШ 186-й ооспн 22-й обрспн                             | капитан                        | н.п. Замур-Тьян и Шахджой провинция Забуль                                                 | 1981—1983 1987—1988               | Указом Президиума ВС СССР от 5 мая 1988 года удостоен звания Герой Советского Союза |
| Грачёв, Павел Сергеевич             | ВДВ Управление 103-й гв.вдд                                    | генерал-майор                  | провинция Пактия, операция «Магистраль»                                                    | 1981—1983 1985—1988               | Указом Президиума ВС СССР от 5 мая 1988 года за успешное управление частями 103-й гв. ВДД в ходе операции «Магистраль» удостоен звания Герой Советского Союза                                  |
| Гринчак, Валерий Иванович           | СВ 682-й мсп 108-й мсд                                         | капитан                        | н.п. Руха, Панджшерское ущелье, провинция Парван, Панджшерская операция (1984)             | июль 1984                         | Выполняя боевую задачу был тяжело ранен. Указом Президиума ВС СССР от 18 февраля 1985 года удостоен звания Герой Советского Союза                                                              |
| Громов, Борис Всеволодович          | СВ, Управление 40А                                             | генерал-лейтенант              | провинция Пактия, операция «Магистраль»                                                    | 1980—1982 1985—1986 1987—1989     | Указом Президиума ВС СССР от 3 марта 1988 года за успешное управление войсками в ходе операции «Магистраль» удостоен звания Герой Советского Союза                                             |
| Гущин, Сергей Николаевич            | СВ 371-й гв.мсп 5-й гв.мсд                                     | капитан                        | н.п. Каджаки-Суфла, провинция Гильменд                                                     | октябрь 1988                      | Указом Президиума ВС СССР от 10 апреля 1989 года удостоен звания Герой Советского Союза |
| Демаков, Александр Иванович         | СВ 70-я омсбр                                                  | лейтенант                      | н.п. Хусрави-Суфла, провинция Кандагар                                                     | 21 апреля 1982                    | Героически погиб, прикрывая отход подчинённых. Указом Президиума ВС СССР от 5 июля 1982 года удостоен звания Герой Советского Союза (посмертно)                                                |
| Демченко, Георгий Александрович     | СВ 66-я омсбр                                                  | лейтенант                      | ущелье Ганджгаль, провинция Кунар, Кунарская операция (1983)                               | 16 мая 1983                       | Героически погиб, подорвав себя гранатой вместе с окружившим противником. Указом Президиума ВС СССР от 15 ноября 1983 года удостоен звания Герой Советского Союза (посмертно)                  |
| Задорожный, Владимир Владимирович   | ВДВ 1179-й гв.ап 103-й гв.вдд                                  | старший лейтенант              | провинция Кунар, Кунарская операция (1985)                                                 | 28 мая 1985                       | Героически погиб, накрыв собой вражескую гранату. Указом Президиума ВС СССР от 25 ноября 1985 года удостоен звания Герой Советского Союза (посмертно)                                          |
| Запорожан, Игорь Владимирович       | СВ 70-я омсбр                                                  | старший лейтенант              | н.п. Аман, Панджшерское ущелье, провинция Парван, Панджшерская операция (1984)             | 1982—1984                         | Указом Президиума ВС СССР от 7 мая 1985 года удостоен звания Герой Советского Союза |
| Зельняков, Евгений Иванович         | ВВС 254-я оваэ ВВС 40А                                         | подполковник                   | н.п. Ханабад, провинция Кундуз                                                             | 1980—1982                         | Указом Президиума ВС СССР от 7 мая 1982 года удостоен звания Герой Советского Союза |
| Игольченко, Сергей Викторович       | СВ 66-я омсбр                                                  | рядовой                        | провинция Нангархар                                                                        | 1986—1987                         | Указом Президиума ВС СССР от 3 марта 1988 года удостоен звания Герой Советского Союза |
| Исаков, Михаил Иванович             | МВД СССР отряд специального назначения «Кобальт»               | капитан милиции                | н.п. Шиваки, провинция Кабул                                                               | 20 октября 1980                   | Указом Президиума ВС СССР от 4 ноября 1980 года удостоен звания Герой Советского Союза |
| Исламов, Юрий Верикович             | СпН ГРУ ГШ 186-й ооспн 22-й обрспн                             | младший сержант                | н.п. Дури-Шахджой, провинция Забуль                                                        | 31 октября 1987                   | Героически погиб, выполняя боевую задачу. Указом Президиума ВС СССР от 3 марта 1988 года удостоен звания Герой Советского Союза (посмертно)                                                    |
| Исрафилов, Абас Исламович           | ВДВ 357-й гв.пдп 103-й гв.вдд                                  | сержант                        | н.п. Алишанг, провинция Лагман                                                             | 17 октября 1981                   | Проявил героизм в бою, умер от полученного ранения 26 октября 1981. Указом Президента СССР от 26 декабря 1990 года удостоен звания Герой Советского Союза (посмертно)                          |
| Капшук, Виктор Дмитриевич           | ПВ ДШМГ 47-го ПОГО КСАПО                                       | старший сержант                | н.п. Ланкар провинция Бадгис                                                               | 1984—1985                         | Указом Президиума ВС СССР от 6 ноября 1985 года удостоен звания Герой Советского Союза |
| Карпухин, Виктор Фёдорович          | ПГУ КГБ СССР спецподразделение «Альфа»                         | капитан                        | Кабул, Дворец Тадж-Бек, операция «Шторм-333»                                               | 27 декабря 1979                   | Указом Президиума ВС СССР от 28 апреля 1980 года удостоен звания Герой Советского Союза |
| Ковалёв, Владимир Александрович     | ВВС 50-й осап ВВС 40А                                          | майор                          | Баграм, провинция Парван                                                                   | 21 декабря 1987                   | Героически погиб, отводя подбитый самолёт от жилых построек города. Указом Президиума Верховного Совета СССР удостоен звания Герой Советского Союза (посмертно)                                |
| Ковалёв, Николай Иванович           | ВВС 181-й овп ВВС 40А                                          | подполковник                   | ущелье Печдара, провинция Кунар, Кунарская операция (1985)                                 | 1 июня 1985                       | Героически погиб, выполняя боевую задачу. Указом Президиума ВС СССР от 5 февраля 1986 года удостоен звания Герой Советского Союза (посмертно)                                                  |
| Козлов, Сергей Павлович             | СВ 56-я одшбр                                                  | старший лейтенант              | н.п. Ходжагар, провинция Тахар                                                             | 1980—1982                         | Указом Президиума ВС СССР от 28 апреля 1980 года удостоен звания Герой Советского Союза |
| Козлов, Эвальд Григорьевич          | ПГУ КГБ СССР отряд специального назначения «Зенит»             | капитан 2-го ранга             | Кабул, Дворец Тадж-Бек, операция «Шторм-333»                                               | 27 декабря 1979                   | Указом Президиума ВС СССР от 28 апреля 1980 года удостоен звания Герой Советского Союза |
| Колесник, Василий Васильевич        | ГРУ ГШ МО                                                      | полковник                      | Кабул, Дворец Тадж-Бек, операция «Шторм-333»                                               | 27 декабря 1979                   | Указом Президиума ВС СССР от 28 апреля 1980 года удостоен звания Герой Советского Союза за руководство операцией «Шторм-333»                                                                   |
| Корявин, Александр Владимирович     | ВДВ 357-й гв.пдп 103-й гв.вдд                                  | ефрейтор                       | н.п. Сиракулай, провинция Кунар, Кунарская операция (1985)                                 | 24 мая 1985                       | Героически погиб, спасая жизнь офицера — командира своего взвода. Указом Президиума ВС СССР от 25 октября 1985 года удостоен звания Герой Советского Союза (посмертно)                         |
| Кот, Виктор Севастьянович           | ВВС 27-й гв.иап ВВС 40А                                        | полковник                      | Панджшерское ущелье, Панджшерская операция (1982) провинция Панджшер                       | 1981—1982 1985—1987               | Указом Президиума ВС СССР от 20 сентября 1982 года удостоен звания Герой Советского Союза |
| Кравченко, Николай Васильевич       | ВДВ 345-й опдп                                                 | капитан                        | Панджшерское ущелье, провинция Парван, Панджшерская операция (1984)                        | 19 мая 1984                       | Взял на себя командование батальоном после гибели командира. Указом Президиума ВС СССР от 27 сентября 1984 года удостоен звания Герой Советского Союза                                         |
| Кремениш, Николай Иванович          | СВ 271-й оисб 108-й мсд                                        | сержант                        | Баграм, провинция Парван                                                                   | 1986—1987                         | Выполняя боевую задачу, был тяжело ранен. Указом Президиума ВС СССР от 5 мая 1988 года удостоен звания Герой Советского Союза                                                                  |
| Кузнецов, Николай Анатольевич       | СпН ГРУ ГШ 334-й ооспн 15-й обрспн                             | лейтенант                      | Мараварское ущелье, провинция Кунар                                                        | 21 апреля 1985                    | Героически погиб, подорвав себя гранатой, прикрывая отход товарищей. Указом Президиума ВС СССР от 21 ноября 1985 года удостоен звания Герой Советского Союза (посмертно)                       |
| Кузнецов, Юрий Викторович           | ВДВ 345-й опдп                                                 | подполковник                   | н.п. Заргаран, Панджшерское ущелье, провинция Парван, Панджшерская операция (1982)         | 1981—1982                         | Указом Президиума ВС СССР от 5 июля 1982 года удостоен звания Герой Советского Союза |
| Кучеренко, Владимир Анатольевич     | ВВС 50-й осап ВВС 40А                                          | капитан                        | Кабул                                                                                      | 1984—1985                         | Указом Президиума ВС СССР от 26 мая 1986 года удостоен звания Герой Советского Союза |
| Кучкин, Геннадий Павлович           | СВ 101-й мсп 5-й гв.мсд                                        | капитан                        | провинция Герат                                                                            | 1982—1984                         | Указом Президиума ВС СССР от 3 марта 1983 года удостоен звания Герой Советского Союза |
| Левченко, Анатолий Николаевич       | ВВС 655-й иап ВВС 40А                                          | подполковник                   | перевал Саланг, провинция Парван                                                           | 27 декабря 1985                   | Героически погиб, совершив огненный таран позиций противника на подбитом самолёте. Указом Президиума ВС СССР от 26 мая 1986 года удостоен звания Герой Советского Союза (посмертно)            |
| Лукашов, Николай Николаевич         | ПВ ДШМГ 47-го ПОГО КСАПО                                       | капитан                        | провинция Фарьяб                                                                           | 1984—1988                         | Указом Президиума ВС СССР от 17 марта 1988 года удостоен звания Герой Советского Союза |
| Майданов, Николай Сайнович          | ВВС 239-я оваэ и 325-й отбвп ВВС 40А                           | капитан                        | Талукан, провинция Тахар                                                                   | 1984—1985 1987—1988               | Указом Президиума ВС СССР от 29 июля 1988 года удостоен звания Герой Советского Союза |
| Максимов, Юрий Павлович             | СВ Штаб ТуркВО                                                 | генерал-полковник              | Кабул, штаб 40-й Армии                                                                     | 1979—1984                         | Указом Президиума ВС СССР от 5 июля 1982 года удостоен звания Герой Советского Союза |
| Малышев, Николай Иванович           | ВВС 181-й овп ВВС 40А                                          | майор                          | Файзабад, провинция Бадахшан                                                               | 1982—1983 1985—1986               | Указом Президиума ВС СССР от 13 января 1987 года удостоен звания Герой Советского Союза |
| Мельников, Андрей Александрович     | ВДВ 345-й опдп                                                 | рядовой                        | провинция Пактия, операция «Магистраль», бой у высоты 3234                                 | 7—8 января 1988                   | Героически погиб, выполняя боевую задачу. Указом Президиума ВС СССР от 28 июня 1988 года удостоен звания Герой Советского Союза (посмертно)                                                    |
| Миролюбов, Юрий Николаевич          | СпН ГРУ ГШ 668-й ооспн 15-й обрспн                             | сержант                        | н.п. Бараки-Барак, провинция Логар                                                         | 1986—1987                         | Указом Президиума ВС СССР от 5 мая 1988 года удостоен звания Герой Советского Союза |
| Мироненко, Александр Григорьевич    | ВДВ 317-й гв.пдп 103-й гв.вдд                                  | старший сержант                | н.п. Асмар, провинция Кунар, Кунарская операция (1980), бой у кишлака Шигал                | 29 февраля 1980                   | Героически погиб, подорвав себя гранатой вместе с противником. Указом Президиума ВС СССР от 28 апреля 1980 года удостоен звания Герой Советского Союза (посмертно)                             |
| Неверов, Владимир Лаврентьевич      | СВ 101-й мсп 5-й гв.мсд                                        | полковник                      | н.п. Корт, провинция Герат                                                                 | 28 ноября 1983                    | Указом Президиума ВС СССР от 17 февраля 1984 года удостоен звания Герой Советского Союза |
| Онищук, Олег Петрович               | СпН ГРУ ГШ 186-й ооспн 22-й обрспн                             | старший лейтенант              | ущелье Шинкай, провинция Забуль                                                            | 31 октября 1987                   | Героически погиб, выполняя боевую задачу. Указом Президиума ВС СССР от 5 мая 1988 года удостоен звания Герой Советского Союза (посмертно)                                                      |
| Опарин, Александр Яковлевич         | СВ 191-й омсп                                                  | майор                          | Панджшерское ущелье, провинция Парван, Панджшерская операция (1982)                        | 17 мая 1982                       | Героически погиб, выполняя боевую задачу. Указом Президиума ВС СССР от 20 сентября 1982 года удостоен звания Герой Советского Союза (посмертно)                                                |
| Очиров, Валерий Николаевич          | ВВС 335-й обвп ВВС 40А                                         | подполковник                   | н.п. Паси-Шахи-Мардан, Панджшерское ущелье, провинция Парван, Панджшерская операция (1984) | 1980—1981 1984—1985 1986—1987     | Указом Президиума ВС СССР от 21 февраля 1985 года удостоен звания Герой Советского Союза |
| Павлов, Виталий Егорович            | ВВС 50-й осап ВВС 40А                                          | полковник                      | Панджшерское ущелье, провинция Парван, Панджшерская операция (1982)                        | 1981—1982                         | Указом Президиума ВС СССР от 3 марта 1983 года удостоен звания Герой Советского Союза |
| Павлюков, Константин Григорьевич    | ВВС 378-й ошап ВВС 40А                                         | старший лейтенант              | н.п. Абдибай, провинция Парван                                                             | 21 января 1987                    | Героически погиб, подорвав себя гранатой вместе с окружившим его противником. Указом Президиума ВС СССР от 28 сентября 1987 года удостоен звания Герой Советского Союза (посмертно)            |
| Пименов, Василий Васильевич         | ВДВ 345-й опдп                                                 | майор                          | н.п. Пачахак, Панджшерское ущелье, провинция Парван, Панджшерская операция (1984)          | 1982—1984                         | Указом Президиума ВС СССР от 13 июня 1984 года удостоен звания Герой Советского Союза |
| Письменный, Вячеслав Михайлович     | ВВС 181-й овп ВВС 40А                                          | подполковник                   | провинция Кундуз                                                                           | 1980—1981 1984—1985               | Указом Президиума ВС СССР от 5 февраля 1986 года удостоен звания Герой Советского Союза |
| Плосконос, Игорь Николаевич         | СВ 783-й орб 201-й мсд                                         | старший лейтенант              | Мармольское ущелье, провинция Балх                                                         | 1982—1984                         | Указом Президиума ВС СССР от 15 ноября 1983 года удостоен звания Герой Советского Союза |
| Попков, Валерий Филиппович          | Авиация ПВ 23-й опап КСАПО                                     | капитан                        | н.п. Ханабад, провинция Кундуз                                                             | 1982—1989                         | Указом Президиума ВС СССР от 21 апреля 1989 года удостоен звания Герой Советского Союза |
| Пугачёв, Федор Иванович             | СВ 101-й мсп 5-й гв.мсд                                        | капитан                        | провинция Герат                                                                            | 1981—1983                         | Указом Президиума ВС СССР от 23 января 1984 года удостоен звания Герой Советского Союза |
| Райлян, Александр Максимович        | ВВС 335-й обвп ВВС 40А                                         | подполковник                   | Джелалабад, провинция Нангархар                                                            | 1987—1988                         | Указом Президиума ВС СССР от 25 февраля 1988 года удостоен звания Герой Советского Союза |
| Рубан, Пётр Васильевич              | ВВС 200-я ошаэ и 378-й ошап ВВС 40А                            | подполковник                   | н.п. Ургун, провинция Пактика                                                              | 16 января 1984                    | Героически погиб, выполняя боевую задачу. Указом Президиума ВС СССР от 17 мая 1984 года удостоен звания Герой Советского Союза (посмертно)                                                     |
| Руцкой, Александр Владимирович      | ВВС 378-й ошап ВВС 40А                                         | полковник                      | провинции Пактия                                                                           | 1985—1988                         | Указом Президиума ВС СССР от 8 декабря 1988 года удостоен звания Герой Советского Союза |
| Синицкий, Виктор Павлович           | СВ 45-й оисп                                                   | младший сержант                | Чарикар, провинция Парван                                                                  | 1986—1987                         | Выполняя боевые задачи, был неоднократно тяжело контужен. Указом Президиума ВС СССР от 5 мая 1988 года удостоен звания Герой Советского Союза                                                  |
| Слюсарь, Альберт Евдокимович        | ВДВ Управление 103-й гв.вдд                                    | генерал-майор                  | Панджшерское ущелье, провинция Парван, Панджшерская операция (1982)                        | 1981—1984                         | Указом Президиума ВС СССР от 15 ноября 1983 года удостоен звания Герой Советского Союза |
| Соколов, Борис Иннокентьевич        | ПГУ КГБ СССР                                                   | капитан                        | Баграм, провинция Парван                                                                   | 1984—1988                         | Указом Президиума ВС СССР от 28 июня 1988 года удостоен звания Герой Советского Союза |
| Соколов, Сергей Леонидович          | Генштаб СССР                                                   | маршал                         | Кабул, Штаб 40-й армии                                                                     | 1979—1980                         | Указом Президиума ВС СССР от 28 апреля 1980 года удостоен звания Герой Советского Союза |
| Солуянов, Александр Петрович        | ВДВ 350-й гв.пдп 103-й гв.вдд                                  | майор                          | н.п. Дидак, Панджшерское ущелье, провинция Парван, Панджшерская операция (1984)            | 1982—1984                         | Указом Президиума ВС СССР от 23 ноября 1984 года удостоен звания Герой Советского Союза |
| Стовба, Александр Иванович          | СВ, 66-я омсбр                                                 | лейтенант                      | н.п. Серан, провинция Кунар                                                                | 29 марта 1980                     | Героически погиб, прикрывая отход товарищей. Указом Президента СССР от 11 ноября 1990 года удостоен звания Герой Советского Союза (посмертно)                                                  |
| Ухабов, Валерий Иванович            | ПВ ДШМГ 67-го ПОГО КСАПО                                       | подполковник                   | Куфабское ущелье, провинция Бадахшан                                                       | 15 октября 1983                   | Героически погиб, выполняя боевую задачу. Указом Президиума ВС СССР от 10 ноября 1983 года удостоен звания Герой Советского Союза (посмертно)                                                  |
| Филипченков, Сергей Викторович      | ВВС 50-й осап ВВС 40А                                          | капитан                        | Кабул                                                                                      | 1984—1985                         | Указом Президиума ВС СССР от 31 июля 1986 года удостоен звания Герой Советского Союза |
| Хаустов, Григорий Павлович          | ВВС 120-й иап и 378-й ошап ВВС 40А                             | полковник                      | провинция Кандагар                                                                         | 1986—1987 1988—1989               | Указом Президиума ВС СССР от 16 июня 1989 года удостоен звания Герой Советского Союза |
| Чепик, Николай Петрович             | ВДВ 317-й гв.пдп 103-й гв.вдд                                  | старший сержант                | н.п. Шинкорак, провинция Кунар, Кунарская операция (1980), бой у кишлака Шигал             | 29 февраля 1980                   | Героически погиб, подорвав себя миной вместе с противником. Указом Президиума ВС СССР от 28 апреля 1980 года удостоен звания Герой Советского Союза (посмертно)                                |
| Черножуков, Александр Викторович    | СВ 70-я омсбр                                                  | старший лейтенант              | н.п. Санабур, провинции Кандагар                                                           | 1981—1983                         | Указом Президиума ВС СССР от 3 марта 1983 года удостоен звания Герой Советского Союза - |
| Чмуров, Игорь Владимирович          | ВДВ 345-й опдп                                                 | гвардии рядовой                | Ущелье Хазара, провинция Парван                                                            | 14 декабря 1985                   | Выполняя боевую задачу, был ранен. Указом Президиума ВС СССР от 26 мая 1986 года удостоен звания Герой Советского Союза                                                                        |
| Шагалеев, Фарит Султанович          | Авиация ПВ 23-й опап КСАПО                                     | подполковник                   | Куфабское ущелье, провинция Бадахшан                                                       | 1981—1983                         | Указом Президиума ВС СССР от 8 апреля 1982 года удостоен звания Герой Советского Союза |
| Шахворостов, Андрей Евгеньевич      | СВ 682-й мсп 108-й мсд                                         | лейтенант                      | н.п. Руха, Панджшерское ущелье, провинция Парван                                           | 14 декабря 1985                   | Героически погиб, выполняя боевую задачу. Указом Президиума ВС СССР от 31 июля 1986 года удостоен звания Герой Советского Союза (посмертно)                                                    |
| Шиков, Юрий Алексеевич              | СВ 180-й мсп 108-й мсд                                         | старшина                       | Чарикар, провинции Парван                                                                  | 11 и 13 октября 1986              | Указом Президиума ВС СССР от 28 сентября 1987 года удостоен звания Герой Советского Союза |
| Шорников, Николай Анатольевич       | СВ 66-я омсбр                                                  | старший лейтенант              | н.п. Хара, провинция Кунар                                                                 | 11 мая 1980                       | Героически погиб, подорвав себя гранатой вместе с противником, прикрывая отход товарищей. Указом Президиума ВС СССР от 21 октября 1980 года удостоен звания Герой Советского Союза (посмертно) |
| Щербаков, Василий Васильевич        | ВВС 181-й овп ВВС 40А                                          | майор                          | н.п. Ромуаниши, провинция Бадахшан                                                         | 1979—1980                         | Указом Президиума ВС СССР от 28 апреля 1980 года удостоен звания Герой Советского Союза |
| Юрасов, Олег Александрович          | ВДВ 345-й опдп                                                 | майор                          | н.п. Капатак провинция Парван, операция «Тайфун» (1989)                                    | 23 января 1989                    | Героически погиб, выполняя боевую задачу. Указом Президиума ВС СССР от 10 апреля 1989 года удостоен звания Герой Советского Союза (посмертно)                                                  |

## Список Героев Российской Федерации
После распада СССР, Президент Российской Федерации указом от 20 марта 1992 года установил высшее государственное звание Герой Российской Федерации. В тексте указа не даётся чёткого определения за заслуги перед каким именно государством и народом, связанные с совершением геройского подвига, возможно присвоение данного звания:

…Установить звание Героя Российской Федерации для присвоения за заслуги перед государством и народом, связанные с совершением геройского подвига…— Президент Российской Федерации Б. Ельцин
В период с 1994 по 2019 годы Президентами Российской Федерации, за подвиг совершённый в ходе Афганской войны, неоднократно награждались её участники. Один из них генерал-лейтенант Шкидченко, Пётр Иванович.
Всего в списке указаны указаны 8 человек удостоенные звания Герой Российской Федерации.
- Серым цветом  в таблице выделены, удостоенные звания посмертно.

| Фамилия Имя Отчество         | Род войск; Воинская часть; Соединение            | Звание на момент представления | Место совершения подвига; Войсковая операция                   | Дата события; Период службы в ДРА | Даты Указов о Награждении; Примечания |
| ---------------------------- | ------------------------------------------------ | ------------------------------ | -------------------------------------------------------------- | --------------------------------- | --- |
| Амосов, Сергей Анатольевич   | СВ, 66-я омсбр                                   | лейтенант                      | ущелье Ганджгаль, провинция Кунар, Кунарская операция (1983)   | 16 мая 1983                       | Героически погиб, выполняя боевую задачу. Указом Президента РФ от 7 апреля 1994 года удостоен звания Герой России (посмертно)                                                                 |
| Вчерашнев, Сергей Георгиевич | СВ 177-й мсп 108-й мсд                           | рядовой                        | н.п. Джабаль-Уссарадж, провинция Парван                        | 1 декабря 1980                    | Героически погиб, выполняя боевую задачу. Указом Президента РФ от 7 апреля 1994 года удостоен звания Герой России (посмертно)                                                                 |
| Гаджиев, Нухидин Омарович    | СВ 66-я омсбр                                    | рядовой                        | ущелье Ганджгаль, провинция Кунар, Кунарская операция (1983)   | 16 мая 1983                       | Героически погиб, выполняя боевую задачу. Указом Президента РФ от 2 сентября 1997 года удостоен звания Герой России (посмертно)                                                               |
| Дауди, Ильяс Дильшатович     | СВ 149-й гв.мсп 201-й мсд                        | старший сержант                | укрепрайон Кокари-Шаршари, провинция Герат, операция «Западня» | 23 августа 1986                   | Выполняя боевую задачу был тяжело ранен. Указом Президента РФ от 27 декабря 2009 года удостоен звания Герой России                                                                            |
| Дубынин, Виктор Петрович     | СВ Управление 40А                                | генерал-майор                  | Кабул, штаб 40-й Армии                                         | 1984—1987                         | Указом Президента РФ от 11 ноября 2003 года удостоен звания Герой России (посмертно — скончался в 1992 году)                                                                                  |
| Ковтун, Владимир Павлович    | СпН ГРУ ГШ 186-й ооспн 22-я обрспн               | полковник                      | Мельтанайское ущелье, провинция Кандагар                       | 5 января 1987                     | В составе группы майора Евгения Сергеева захватил один из трёх образцов американского ПЗРК «Стингер». Указом Президента РФ от 15 февраля 2019 года удостоен звания Герой России               |
| Сергеев, Евгений Георгиевич  | СпН ГРУ ГШ 186-й ооспн 22-я обрспн               | подполковник                   | Мельтанайское ущелье, провинция Кандагар                       | 5 января 1987                     | Командовал группой, захватившей три образца американского ПЗРК «Стингер». Указом Президента РФ (закрытым) от 6 мая 2012 года удостоен звания Герой России (посмертно — скончался в 2008 году) |
| Шкидченко, Пётр Иванович     | СВ Аппарат военных советников при Минобороны ДРА | генерал-лейтенант              | провинция Пактия                                               | 19 января 1982                    | Героически погиб, выполняя боевую задачу. Указом Президента Российской Федерации от 4 июля 2000 года удостоен звания Герой России (посмертно)                                                 |

## Сокращения в статье
- ВДВ — воздушно-десантные войска

«Воин-интернационалист СССР»

- ВВС 40А — Военно-воздушные силы 40-й Армии
- гв.ап — гвардейский артиллерийский полк
- гв.вдд — гвардейская воздушно-десантная дивизия
- гв.иап — гвардейский истребительный авиационный полк
- гв.пдп — гвардейский парашютно-десантный полк
- Генштаб — Генеральный штаб ВС СССР
- ДШМГ — десантно-штурмовая маневренная группа
- ДРА — Демократическая Республика Афганистан
- иап — истребительный авиационный полк
- КГБ СССР — Комитет государственной безопасности СССР
- МВД СССР — Министерство внутренних дел СССР
- мсп — мотострелковый полк
- мсд — мотострелковая дивизия
- одшбр — отдельная десантно-штурмовая бригада
- омсбр — отдельная мотострелковая бригада
- опдп — отдельный парашютно-десантный полк
- КВПО — Краснознамённый Восточный пограничный округ
- КСАПО — Краснознамённый Среднеазиатский пограничный округ
- омсбр — отдельная мотострелковая бригада
- ооспн — отдельный отряд специального назначения
- обрспн — отдельная бригада специального назначения
- оваэ — отдельная вертолётная авиационная эскадрилья
- отбвп — отдельный транспортно-боевой вертолётный полк
- обвп — отдельный боевой вертолётный полк
- овп — отдельный вертолётный полк
- оисп — отдельный инженерно-сапёрный полк
- оисб — отдельный инженерно-сапёрный батальон
- омсп — отдельный мотострелковый полк
- опап — отдельный пограничный авиационный полк
- орб — отдельный разведывательный батальон
- осап — отдельный смешанный авиационный полк
- ошап — отдельный штурмовой авиационный полк
- ошаэ — отдельная штурмовая авиационная эскадрилья
- ПВ — пограничные войска КГБ СССР
- ПОГО — пограничный отряд
- ПГУ КГБ СССР — Первое главное управление КГБ СССР
- СпН ГРУ ГШ — Спецназ Главного Разведывательного Управления Генштаба Минобороны СССР
- СВ — Сухопутные войска
- ТуркВО — Туркестанский военный округ